# Sorbus helenae
Sorbus helenae es una especie de planta del género Sorbus, perteneciente a la familia Rosaceae.

## Taxonomía
Sorbus helenae fue descrita por Bernhard Adalbert Emil Koehne en 1913.

## Distribución
Se encuentra en el territorio centro-sur de China.